# Hans Tausenkollegiet
55°23′56.59″N 10°22′54.74″Ø / 55.3990528°N 10.3818722°Ø
Hans Tausenkollegiet i Odense er et lejlighedskollegium i en ældre ejendom i midtbyen, som er renoveret i 1984. Kollegiet er præget af børnefamilier og indeholder legestue og en lukket have.
|  | Denne artikel om en bygning eller et bygningsværk kan blive bedre, hvis der indsættes et (bedre) billede. Du kan hjælpe ved at afsøge Wikimedia Commons for et passende billede eller lægge et op på Wikimedia Commons med en af de tilladte licenser og indsætte det i artiklen. |